# Calophasia melanotica
Calophasia melanotica är en fjärilsart som beskrevs av Embrik Strand 1921. Calophasia melanotica ingår i släktet Calophasia och familjen nattflyn. Inga underarter finns listade i Catalogue of Life.